# Mistrovství světa v judu 1979 – muži – bez rozdílu vah
Zápasy v judu na X. mistrovství světa v kategorii bez rozdílu vah mužů proběhly v Paříži, 9. prosinec 1979.

## Finále
| Finále           |            |
| ---------------- | ---------- |
| Vitalij Kuzněcov | Sumio Endó |
| Sumio Endó       | Sumio Endó |

## Opravy / O bronz
Do oprav se dostali judisté, kteří během turnaje prohráli svůj zápas s jedním ze dvou finalistů.
| opravy             | opravy             | o bronz             |                   |
| ------------------ | ------------------ | ------------------- | ----------------- |
| Arthur Schnabel    | Arthur Schnabel    | Radomir Kovačević   | Radomir Kovačević |
| Héctor Estévez     | Arthur Schnabel    | Radomir Kovačević   | Radomir Kovačević |
|                    | Radomir Kovačević  | Radomir Kovačević   | Radomir Kovačević |
|                    |                    | Robert Van de Walle | Radomir Kovačević |
| Čo Če-ki           | Mohamed Alí Rašwan | Mohamed Alí Rašwan  | Jean-Luc Rougé    |
| Mohamed Alí Rašwan | Mohamed Alí Rašwan | Mohamed Alí Rašwan  | Jean-Luc Rougé    |
|                    | Dariusz Nowakowski | Mohamed Alí Rašwan  | Jean-Luc Rougé    |
|                    |                    | Jean-Luc Rougé      | Jean-Luc Rougé    |

## Pavouk
|   | 1/32                 | 1/16                | čtvrtfinále         | semifinále          | finále           |
| - | -------------------- | ------------------- | ------------------- | ------------------- | ---------------- |
| A | Al-Sayar             | Robert Van de Walle | Robert Van de Walle | Robert Van de Walle | Vitalij Kuzněcov |
| A | Robert Van de Walle  | Robert Van de Walle | Robert Van de Walle | Robert Van de Walle | Vitalij Kuzněcov |
| A | Ibrahim Muzaffer     | Cančo Atanasov      | Robert Van de Walle | Robert Van de Walle | Vitalij Kuzněcov |
| A | Cančo Atanasov       | Cančo Atanasov      | Robert Van de Walle | Robert Van de Walle | Vitalij Kuzněcov |
| A | Mohamed Bel-Atar     | Henny Pleizier      | Marino Beccacece    | Robert Van de Walle | Vitalij Kuzněcov |
| A | Henny Pleizier       | Henny Pleizier      | Marino Beccacece    | Robert Van de Walle | Vitalij Kuzněcov |
| A | Marino Beccacece     | Marino Beccacece    | Marino Beccacece    | Robert Van de Walle | Vitalij Kuzněcov |
| A | Terry Watt           | Marino Beccacece    | Marino Beccacece    | Robert Van de Walle | Vitalij Kuzněcov |
| B | Héctor Estévez       | Héctor Estévez      | Vitalij Kuzněcov    | Vitalij Kuzněcov    | Vitalij Kuzněcov |
| B | Osvaldo Simões Filho | Héctor Estévez      | Vitalij Kuzněcov    | Vitalij Kuzněcov    | Vitalij Kuzněcov |
| B | Vitalij Kuzněcov     | Vitalij Kuzněcov    | Vitalij Kuzněcov    | Vitalij Kuzněcov    | Vitalij Kuzněcov |
| B | Arthur Schnabel      | Vitalij Kuzněcov    | Vitalij Kuzněcov    | Vitalij Kuzněcov    | Vitalij Kuzněcov |
| B | Mark Carew           | Arthur Mapp         | Radomir Kovačević   | Vitalij Kuzněcov    | Vitalij Kuzněcov |
| B | Arthur Mapp          | Arthur Mapp         | Radomir Kovačević   | Vitalij Kuzněcov    | Vitalij Kuzněcov |
| B | Radomir Kovačević    | Radomir Kovačević   | Radomir Kovačević   | Vitalij Kuzněcov    | Vitalij Kuzněcov |
| B | Mitch Santa Maria    | Radomir Kovačević   | Radomir Kovačević   | Vitalij Kuzněcov    | Vitalij Kuzněcov |
| C | Mohamed Alí Rašwan   | Mohamed Alí Rašwan  | Sumio Endó          | Sumio Endó          | Sumio Endó       |
| C | Haryanto Chandra     | Mohamed Alí Rašwan  | Sumio Endó          | Sumio Endó          | Sumio Endó       |
| C | Čo Če-ki             | Sumio Endó          | Sumio Endó          | Sumio Endó          | Sumio Endó       |
| C | Sumio Endó           | Sumio Endó          | Sumio Endó          | Sumio Endó          | Sumio Endó       |
| C | Jaakko Saari         | Dariusz Nowakowski  | Dariusz Nowakowski  | Sumio Endó          | Sumio Endó       |
| C | Dariusz Nowakowski   | Dariusz Nowakowski  | Dariusz Nowakowski  | Sumio Endó          | Sumio Endó       |
| C | Ulf Ekberg           | Ulf Ekberg          | Dariusz Nowakowski  | Sumio Endó          | Sumio Endó       |
| C | Clemens Jehle        | Ulf Ekberg          | Dariusz Nowakowski  | Sumio Endó          | Sumio Endó       |
| D | Gary Hirose          | András Ozsvár       | András Ozsvár       | Jean-Luc Rougé      | Sumio Endó       |
| D | András Ozsvár        | András Ozsvár       | András Ozsvár       | Jean-Luc Rougé      | Sumio Endó       |
| D | Jaroslav Nikodým     | Isaac Azcuy         | András Ozsvár       | Jean-Luc Rougé      | Sumio Endó       |
| D | Isaac Azcuy          | Isaac Azcuy         | András Ozsvár       | Jean-Luc Rougé      | Sumio Endó       |
| D | Mihai Cioc           | Mihai Cioc          | Jean-Luc Rougé      | Jean-Luc Rougé      | Sumio Endó       |
| D | Heshmet              | Mihai Cioc          | Jean-Luc Rougé      | Jean-Luc Rougé      | Sumio Endó       |
| D | Jean-Luc Rougé       | Jean-Luc Rougé      | Jean-Luc Rougé      | Jean-Luc Rougé      | Sumio Endó       |
| D | Abdoulaye Kote       | Jean-Luc Rougé      | Jean-Luc Rougé      | Jean-Luc Rougé      | Sumio Endó       |